# Гаустории растений

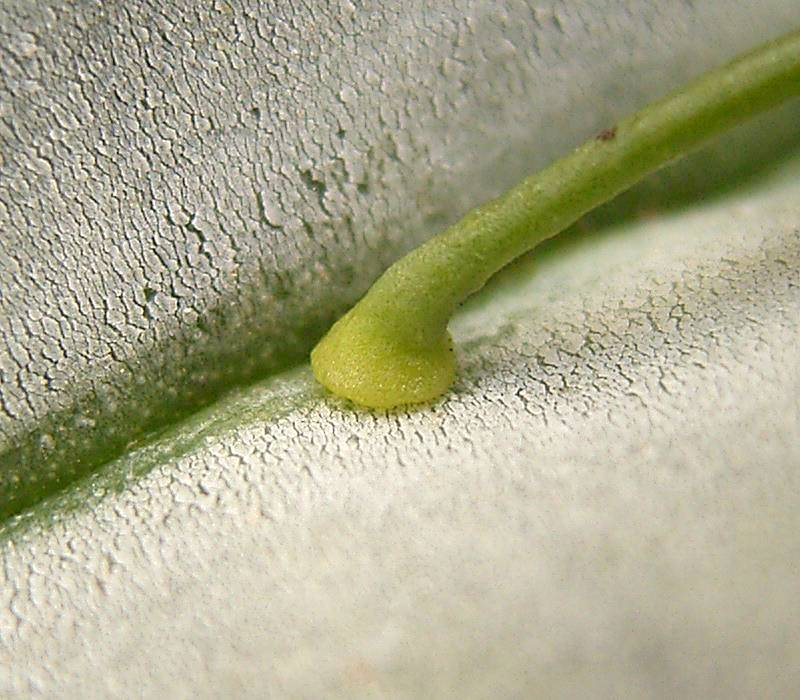
Гаусторий омелы на молочае

Гаусто́рии (лат. haustoria), или присо́ски, — видоизменённые органы растений (обычно видоизменённые апексы корней), служащие для поглощения веществ. У паразитических растений гаустории предназначены для проникновения внутрь тканей растения-хозяина.
У многих голопаразитических растений семейства Заразиховые гаусторий образуется уже из первичного корня проростка. Он максимально приспособлен к паразитированию, лишён корневого чехлика и образует ответвления только для дополнительного прикрепления к растению-хозяину.
У полупаразитических заразиховых гаустории образуются латерально, а стержневой корень выполняет обычные функции.
У повилик гаустории образуются на стебле растения, оплетающем хозяина. Корень у этих растений недолговечен, существует только у молодых проростков.
Гаусторией также называют нижнюю часть спорогона мхов, которая поглощает питательные вещества, внедряясь в ткани женского гаметофита.